# Olav Ugæva
Olav Ugæva, död 1169, var en norsk tronpretendent.
Olav Ugæva erkändes 1165 av ett norskt parti som motkung till Magnus Erlingsson men besegrades av Erling Skakke och måste fly till Danmark.